# Idertia
Idertia là một chi thực vật có hoa trong họ Ochnaceae.

## Loài
Chi Idertia phân bố tại châu Phi và bao gồm các loài:
- Idertia axillaris (Oliv.) Farron
- Idertia morsonii (Hutch. & Dalziel) Farron